# تو را قسم
تو را قسم (به هندی: Teri Kasam) فیلمی هندی محصول سال ۱۹۸۲ و به کارگردانی ای. سی تیرولکچاندار است. در این فیلم بازیگرانی همچون کومار گاراو، پونام دیلون، گیریش کارناد، رانجیتا کائور و نیروپا روی ایفای نقش کرده‌اند.